# Neuilly-sous-Clermont
Neuilly-sous-Clermont – miejscowość i gmina we Francji, w regionie Hauts-de-France, w departamencie Oise.
Według danych na rok 1990 gminę zamieszkiwało 1606 osób, a gęstość zaludnienia wynosiła 207 osób/km² (wśród 2293 gmin Pikardii Neuilly-sous-Clermont plasuje się na 168. miejscu pod względem liczby ludności, natomiast pod względem powierzchni na miejscu 625.).